# Scott Hastings
Scott Alan Hastings (Independence, Kansas, 3 de junio de 1960) es un exjugador de baloncesto de la NBA. Su carrera duró desde 1982 hasta 1993, habiendo jugado por los New York Knicks, Atlanta Hawks, Miami Heat, Detroit Pistons y Denver Nuggets.
Hastings jugó como estudiante en la Universidad de Arkansas desde 1978 hasta 1982. Fue seleccionado en la segunda ronda (29 en el orden total) del Draft de la NBA de 1982 por los Knicks. Fue miembro del equipo campeón de los Pistons en 1990.
Actualmente dirige un programa deportivo de radio con el jugador de fútbol Alfred Williams en Denver, Colorado.